# Balboa (Risaralda)
Balboa è un comune della Colombia facente parte del dipartimento di Risaralda.
Il centro abitato venne fondato da Juan Bautista, Julián Benjumea, Pedro Benjumea e José Miguel Ceballos nel 1907, mentre l'istituzione del comune è del 1923.